# Victor Hasler
Victor Ernst Hasler (* 2. August 1920 in St. Gallen; † 21. Juli 2003 in Niederuzwil) war ein Schweizer evangelischer Geistlicher und Hochschullehrer.

## Leben
Victor Hasler war der Sohn des Kaufmanns Ernst Hasler.
Er besuchte das Gymnasium in St. Gallen und immatrikulierte sich 1939 an der Universität Lausanne, um mit einem Theologiestudium zu beginnen. Das Studium setzte er an der Universität Zürich und der Universität Basel fort, bis er es 1948, unterbrochen vom Aktivdienst, beendete.
Am 2. Mai 1948 erfolgte seine Ordination und er wurde im gleichen Jahr Pfarrer in Krummenau. Von 1954 bis 1958 war er Pfarrer in Strengelbach, von 1958 bis 1964 in Rorschach, mit Sitz in Goldach und später dann noch in Solothurn.
1952 promovierte er an der Universität Zürich zum Dr. theol. 1967 habilitierte er sich an der Evangelisch-Theologischen Fakultät der Universität Bern und begann dort 1968 erst nebenamtlich, und ab 1973 vollamtlich, als Professor für Neues Testament und Pastoralpsychologie zu lehren; er war von 1976 bis 1977 Dekan der Evangelisch-Theologischen Fakultät. Von 1980 bis zu seiner Emeritierung 1989, lehrte er nur noch ausschliesslich das Neue Testament. 1993 beendete er die theologische Arbeit und widmete sich der Toggenburger Bauernhausarchitektur.
Victor Hasler war seit 1946 mit Henriette (geb. Schmid) verheiratet.

### Schriftstellerisches und theologisches Wirken
Victor Hasler beschäftigte sich bereits 1958 mit den Pastoralbriefen und verfasste 1978 einen Kommentar hierzu; dazu publizierte er zahlreiche Aufsätze in Fachzeitschriften sowie Beiträge in Wörterbüchern und 1993 die Monografie Die befreite Frau bei Paulus. Er stand theologisch Rudolf Bultmann und Werner Georg Kümmel nahe und betonte die existenzielle Verantwortung der liberalen Kritik.

## Schriften (Auswahl)
- Gesetz und Evangelium in der alten Kirche bis Origenes, eine auslegungsgeschichtliche Untersuchung. Zürich: Gotthelf-Verlag 1953. (Diss. theol. Univ. Zürich, 1953).
- Amen: Redaktionsgeschichtliche Untersuchung zur Einführungsformel der Herrenworte «Wahrlich ich sage euch». Zürich: Gotthelf-Verlag 1969.
- Die Briefe an Timotheus und Titus (Pastoralbriefe). Zürich: Theologischer Verlag 1978.
- Die befreite Frau bei Paulus: Perspektiven und Bilanz. Zürich: Theologischer Verlag 1993.